# 孟郊
孟 郊（もう こう、751年 - 814年）は、中国唐の詩人。字は東野。諡は貞曜先生という。湖州武康県の出身。本貫は平原郡平昌県。

## 略歴
狷介不羈で人嫌いのために、若い頃は嵩山に隠れた。貞元7年（791年）、41歳の秋に、湖州の郷貢進士に挙げられ長安に出る。貞元14年（798年）、50歳の時に三度目で進士に及第し、溧陽県尉となった。生涯不遇で、元和9年（814年）に閿郷で没する。

## 詩風
詩は困窮・怨恨・憂愁を主題としたものが多く、表現は奇異。韓愈とならんで「韓孟」と称せられる。蘇軾は賈島とならべて「郊寒島痩」、つまり孟郊は殺風景で賈島は貧弱と評す。韓愈が推奨するところの詩人であり、「送孟東野序」が知られている。『孟東野集』10巻がある。
| 古別離     |                            |
| 欲別牽郎衣 | 別れんと欲して郎が衣を牽く |
| 郎今到何処 | 郎 今は何処にか到る        |
| 不恨歸来遅 | 帰来の遅きを恨みず         |
| 莫向臨邛去 | 臨邛に向かって去るなかれ   |

| 帰信吟     |                            |
| 涙墨灑為書 | 涙墨をそそいで書と為す     |
| 将寄萬里親 | まさに萬里の親に寄せんとす |
| 書去魂亦去 | 書去って魂亦去り           |
| 兀然空一身 | 兀然として一身空し         |

| 渭上思帰   |                      |
| 獨訪千里信 | ひとり千里の信を訪う |
| 回臨千里河 | また千里の河に臨む   |
| 家在呉楚郷 | 家は在り呉楚の郷     |
| 涙寄東南波 | 涙は寄す東南の波     |

| 京山行     |                      |
| 衆蝱聚病馬 | 衆蝱病馬にあつまり   |
| 流血不得行 | 流血行くを得ず       |
| 後道起夜色 | 後道に夜色起こり     |
| 前山聞虎声 | 前山に虎声を聞く     |
| 此時遊子心 | 此の時 遊子の心      |
| 百尺風中旌 | 百尺風中の旌（はた） |

| 登科後         |                                    |
| 昔日齷齪不足誇 | 昔日の齷齪（あくせく）誇るに足らず |
| 今朝放蕩思無涯 | 今朝の放蕩思い涯て無し             |
| 春風得意馬蹄疾 | 春風に意を得て馬蹄は疾し           |
| 一日看尽長安花 | 一日に看尽くす長安の花             |

題名の通り、作者が科挙に合格した際の喜びを読んだ七言絶句である。